# Voodoo (album Alexz Johnson)
Voodoo – pierwszy studyjny solowy album kanadyjskiej wokalistki i aktorki Alexz Johnson. Został wydany 30 marca 2010 roku. Pierwszym singlem zostało Trip around the world, wybrane w głosowaniu fanów na oficjalnej stronie internetowej artystki.

## Powstawanie

### Początkowe przeszkody
Nagrywanie piosenek do albumu zaczęło się w połowie lata 2009 roku, kiedy rozwiązano kontrakt Johnson z wytwórnią Epic Records, które zatrzymało prawa do utworów nagranych poprzednio, a do tej pory wciąż nie wydanych. Artystka obiecała jednak, że utwory te ujrzą w końcu światło dzienne. Wraz z tym oświadczeniem wyznała, że ciężko było rozstać się z poprzednim dorobkiem: Musiałam oczyścić myśli i zacząć od nowa. Korzystać z najnowszych doświadczeń i tego, co aktualnie najbardziej kocham w muzyce.

### Tworzenie
Wszystkie piosenki zostały napisane przez Alexz Johnson oraz jej brata Brendana Johnsona i wyprodukowane przez niego. Niektóre, jak Taker, liczą sobie już kilka lat, ale większość, jak Voodoo czy Trip Around The World to całkiem nowy materiał stworzony specjalnie dla tego albumu.
Pierwszy singiel Trip Around The World, według Johnson, przyszła już napisana. Spłynęła na papier. Napisaliśmy ją w niecałą godzinę. Tak już jest z niektórymi piosenkami. (...) Jest lżejsza od pozostałych utworów i stanowi niejako zaproszenie do głębi całego albumu.
Tytułowe Voodoo zostało napisane jako ostatnia piosenka. Gdy spytano Alexz o historię utworu, powiedziała ona: Myślę, że ta piosenka mówi sama za siebie. Historia jest w słowach. O tytule całego albumu powiedziała: Według mnie łapie on całą esencję płyty.

## Promocja
Pierwszym singlem zostało Trip Around The World. Piosenka wraz z teledyskiem będzie sprzedawana na wielu stronach internetowych, jak iTunes czy Amazon, chociaż sam singiel można pobrać ze strony internetowej artystki.
Zdjęcia do teledysku powstawały w połowie stycznia w Nowym Orleanie. Wynajęto do nich sławnego producenta Michaela Maxxisa. Sam teledysk pojawił się na stronie Johnson 18 stycznia 2010 roku,

## Lista ścieżek
| Lp. | Tytuł piosenki          | Długość |
| --- | ----------------------- | ------- |
| 1.  | "Voodoo"                | 4:35    |
| 2.  | "Gonna Get It"          | 3:50    |
| 3.  | "Look At Those Eyes"    | 5:10    |
| 4.  | "L.A. Made Me"          | 3:50    |
| 5.  | "A Little Bit"          | 4:14    |
| 6.  | "Mr. Jones"             | 3:46    |
| 7.  | "Superstition"          | 4:14    |
| 8.  | "Trip Around The World" | 3:26    |
| 9.  | "Hurricane Girl"        | 4:18    |
| 10. | "Taker"                 | 4:00    |
| 11. | "Boogie Love"           | 3:42    |